# Черковна (улица в София)
Вижте пояснителната страница за други значения на Черковна.
„Черковна“ е улица в София. Преминава през жилищен район „Сухата река“ и квартал „Подуяне“. Северният край на улицата е в непосредствена близост до квартал „Хаджи Димитър“. Улицата е кръстена на църквата „Света Богородица Животворящ източник“, разположена на нея в северния ѝ край. „Черковна“ се разпростира от север при булевард. „Владимир Вазов“ в близост до моста Чавдар до булевард „Ситняково“ на юг. Пресича се с някои основни пътища в София като булевард „Данаил Николаев“, улица „Оборище“ и булевард „Мадрид“.

## Обекти
На улица „Черковна“ или в нейния район са разположени следните обекти:
- Мост „Чавдар“
- „Света Богородица Животворящ източник“
- Читалище Възраждане
- жп гара Подуене
- Военна академия „Г. С. Раковски“
- Национален военноисторически музей
- 31 СУ за чужди езици и мениджмънт „Иван Вазов“
- Софийски апелативен съд и градска прокуратура
- Сердика Център

## Транспорт
Автобус № 120.